# Wismilak Open 1995
Wismilak Open 1995, також відомий під назвою Surabaya Women's Open,  — жіночий тенісний турнір, що проходив на відкритих кортах з твердим покриттям Embong Sawo Sports Club у Сурабаї (Індонезія). Належав до турнірів 4-ї категорії в рамках Туру WTA 1995. Турнір відбувся вдруге і тривав з 2 до 8 жовтня 1995 року. Друга сіяна Ші-тін Ван здобула титул в одиночному розряді.

## Фінальна частина

### Одиночний розряд
Ші-тін Ван —  Цзін-Цянь Ї 6–1, 6–1
- Для Ван це був перший титул в одиночному розряді за сезон і четвертий за кар'єру.

### Парний розряд
Петра Камстра /  Тіна Кріжан —  Міягі Нана /  Стефані Ріс 2–6, 6–4, 6–1
- Для Камстри це був єдиний титул в парному розряді за кар'єру. Для Кріжан це був перший титул в парному розряді за кар'єру.